# Lúcio Minício Natal
Lúcio Minício Natal (em latim: Lucius Minicius Natalis) foi um senador e general romano nomeado cônsul sufecto em 106 com Quinto Licínio Silvano Graniano Quadrônio Próculo.

## Carreira
Uma inscrição encontrada em Barcelona revelou mais detalhes sobre sua carreira. Primeiro, Natal foi um dos "quattuorviri viarum curandarum", responsáveis pela manutenção das ruas da cidade de Roma, um dos quatro comitês dos vigintiviri. Servir num deles era considerado um importante passo na carreira de um senador romano. Embora Natal tenha certamente servido como questor, o que o qualificou para ser admitido no Senado (adlectio), seu próximo posto documentado foi de tribuno da plebe e depois legado do procônsul da África. Natal participou da campanha dácia de Trajano e, por seu desempenho, foi condecorado. Em seguida, Natal foi nomeado legado da Legio III Augusta, um posto que geralmente implicava também no governo da Numídia entre 103 e 104.
A inscrição de Barcelona atesta que, depois de seu consulado, Natal foi nomeado "curator alvei Tiberis et riparum et cloacarum", o responsável pelas obras públicas na cidade de Roma, especialmente das margens do Tibre  e da manutenção do esgoto de Roma. O próximo posto foi de governador da Panônia Superior. Depois de ter sido admitido entre os sodais augustais, Natal foi procônsul da África entre 121 e 122

## Família
Sabe-se que Natal teve um filho, Lúcio Minício Natal Quadrônio Vero, que serviu como seu legado durante seu mandato na África.